# Stenapatetor superbus
Stenapatetor superbus är en stekelart som beskrevs av Heinrich 1938. Stenapatetor superbus ingår i släktet Stenapatetor och familjen brokparasitsteklar. Inga underarter finns listade i Catalogue of Life.